# Шустов, Василий Николаевич
Василий Николаевич Шустов(1875 - 19 ноября 1919) (в некоторых источниках его ошибочно называют Сергеем, путая с братом гребцом и фигуристом) — российский конькобежец рубежа XIX—XX веков. Трёхкратный серебряный призёр чемпионата России (1892—1894) на дистанциях 3 версты (3180 метров) и 3000 метров. Предприниматель из династии купцов Шустовых.
Брат московского алкогольного магната и филантропа Николая Николаевича Шустова.

## Биография
Родился в 1875 году в семье купца и основателя торговой марки "Шустов и сыновья" Николая Леонтьевича Шустова.
После смерти отца в 1898 году, совместно с братьями Николаем, Павлом и Сергеем, вошёл в состав правления нового Торгово-промышленного товарищества “Н.Л. Шустовъ съ Сыновьями”. Был директором Эриванского коньячного завода.
С 1912 по 1916 годы был Командором Московского яхт-клуба, членом и одним из создателей Московской конькобежной лиги, с 1914 года – председателем Всероссийского конькобежного союза, членом Совета старшин МКЛ. Состоял членом Российского Олимпийского комитета и председателем Московского военно-спортивного комитета.
Умер 19 ноября 1919 года в Париже.

## Достижения
| турнир               | дата            | город  | 3000 м                   | 3 версты (3180 м) |
| -------------------- | --------------- | ------ | ------------------------ | ----------------- |
| 4-й чемпионат России | 27 февраля 1892 | Москва | —                        | 6.49,7 (2)        |
| 5-й чемпионат России | февраль 1893    | Москва | —                        | 6.52,2 (2)        |
| 6-й чемпионат России | февраль 1894    | Москва | 6.16,5 (2/q), 6.28,7 (2) | —                 |

Первые чемпионаты России (1889—1893) проводились на одной дистанции — 3 версты (3180 метров). В 1894 году разыгрывалась дистанция 3000 метров.